# Gabryelin
Gabryelin – wieś sołecka w Polsce położona w województwie mazowieckim, w powiecie piaseczyńskim, w gminie Prażmów. Wchodzi w skład aglomeracji warszawskiej.
W latach 1975–1998 miejscowość administracyjnie należała do województwa warszawskiego.

## Części wsi
| SIMC    | Nazwa    | Rodzaj    |
| ------- | -------- | --------- |
| 0007083 | Michałów | część wsi |

## Historia
Po włączeniu Mazowsza do Królestwa Polskiego w XVI w. Obszar, na którym w XIX wieku założono wieś Gabryelin, zajmował zwarty kompleks leśny. Osadnictwo grupowało się w sąsiedztwie cieków wodnych. Nad Wągrodnicą (obecnie Zieloną, dopływem Jeziorki) położone były m.in. Wola Prażmowska, Wola Wągrodzka, Uwieliny i największa z nich Wągrodno. Od wschodu osadnictwo skupiało się wzdłuż rzeczki Czarnej: Czaplinek, Obręb i nieistniejąca obecnie Wólka Obrębska. Enklawę śródleśną stanowiła tylko wieś Choszczna (dziś Chosna). Na południu, na skraju opisywanego lasu położone były: Pieczyska – wieś z kościołem parafialnym, Wola Pieczyska i Sułkowice. Na opisywanym terenie dominowała własność szlachecka.
Do połowy XIX w. obszar leśny należący do dóbr Wągrodno nie uległ uszczupleniu. Widoczne to jest na mapie opracowanej przez Kwatermistrzostwo Generalne Wojska Polskiego w latach 1822-1831, a ukończonej w latach 1833-1843 przez Oddział Korpusu Topografów armii rosyjskiej.Około połowy XIX wieku na terenie wykarczowanego lasu powstały wsie Gabryelin i Biały Ług. Pierwsza z wymienionych miejscowości nazwę swą wzięła prawdopodobnie od imienia najmłodszej córki właściciela dóbr Wągrodno – hrabiego Kacpra Potulickiego, która urodziła się w 1829 r. Około 1870 r. Gabryelin z przyległością Biały Ług posiadał status folwarku. W 1872 r. wójt gminy Wągrodno zaświadczył, "że folwark Gabryelin, utworzony z gruntów po wyciętym lesie, egzystuje z dawnego czasu i należy do dóbr Wągrodno".
W 1888 r. Gabryelin z Białym Ługiem obejmowały 843 morgi lasu, 476 mórg gruntów ornych i ogrodów, 66 mórg pastwisk, 64 łąk i 30 mórg nieużytków. We wsiach były 2 budynki murowane i 19 drewnianych. Całe dobra Wągrodno liczyły wówczas 2504 morgi powierzchni. Folwark Gabryelin graniczył ze wsią Kiełbaska. Przez jego grunty przechodził trakt do Góry Kalwarii. Las nosił nazwę Na Łazach i zajmował większą część obszaru folwarku. W obrębie Gabryelina znajdowały się grunty orne o nazwie – Stawki, pastewnik "Bagno Biały Ług" i "miejsca niewykarczowane na Hobotach i Wypaleniska". Pod Gabryelinem miał swą osadę gajowy. Na początku XX w. właścicielem Wągrodna był Michał Ordęga. W 1903 r. oddzielił folwark Biały Ług od swego majątku, czego wyrazem było założenie osobnej hipoteki. W 1911 r. około 20 ha ziemi kupili włościanie korzystający z pożyczek Banku Ziemskiego Włościańskiego w Warszawie. Powstały 3 Towarzystwa Włościan: Biały Ług Litera A, Zaborówek i Wysoczyn. W 1918 r. Michał Ordęga sprzedał ponad 1 ha gruntu małżonkom Władysławowi i Mariannie Turczyńskim lub Turek. W tym samym roku ponad 3 ha nabyli Walenty i Antoni Woźniak. Około 1904 r. właściciel folwarku Gabryelin, Kazimierz Czarniecki, sprzedał włościanom grunty, z których utworzono Towarzystwo Michałów. W dwa lata później powstały kolejne Towarzystwa: Czarna Rzeka i Chilice – o powierzchni blisko 50 ha. W 1911 r. założono następne dwa Towarzystwa: Zabrzeże i Rombienie. Zarząd Likwidacyjny Oddziałów Banku Włościańskiego na terenie Państwa Polskiego z początkiem lat dwudziestych umarzał długoterminowe pożyczki zaciągane przez włościan w rosyjskim banku. Spis ludności Polski, przeprowadzony 30 września 1921 r., obejmując opisywane miejscowości położone w gminie Wągrodno, używa w stosunku do Gabryelina miana kolonia. Gabryelin według spisu liczył 9 budynków zamieszkanych przez 75 osób, Chilice – odpowiednio 2 i 11, Michałów 6 i 38 oraz Wysoczyn 7 i 44. W wymienionych wsiach mieszkali wyłącznie katolicy. Grunty Towarzystwa Chilice zostały częściowo wywłaszczone na rzecz Skarbu Państwa z przeznaczeniem na cele budowy i eksploatacji kolei Warszawa – Radom. W 1934 r. dawne działki włościańskie zostały przecięte torem kolejowym.
Dnia 1 lipca 1952 r. utworzono gminę Sobików z siedzibą Prezydium Gminnej Rady Narodowej w Sobikowie, w granicach której znalazła się gromada Gabryelin. Wcześniej należała do gminy Wągrodno. W drugiej połowie lat 50. wsie Gabryelin, Chilice i Michałów należały do Prezydium Gromadzkiej Rady Narodowej w Uwielinach. Od 1973 r. Gabryelin należy do gminy Prażmów. W publikacjach spotykane są dwie wersje pisowni nazwy Gabryelin lub Gabrielin. W latach 70., prawdopodobnie na skutek błędu rachmistrza spisowego, do wykazów urzędowych trafiła nazwa Gabrylin. W 2012 r. zmieniono urzędowo nazwę miejscowości z Gabrylin na Gabryelin.
Gabryelin od momentu powstania należał do parafii Prażmów, a od 1976 r. do parafii Świętego Jana Chrzciciela w Kędzierówce wchodzącej w skład dekanatu czerskiego.

## Współczesność
Od drugiej połowy lat 90. XX wieku oblicze Gabryelina zaczęło się intensywnie zmieniać. Miejscowość przestała być wsią głównie rolniczą. Za sprawą intensywnie prowadzonej zabudowy jednorodzinnej zaczęła przeważać funkcja mieszkaniowa. Od roku 2000 w Gabryelinie przybyło kilkuset nowych mieszkańców. W Gabryelinie działa kilka niewielkich firm usługowych i produkcyjnych. Przez Gabryelin przebiega droga wojewódzka nr 683. Na terenie miejscowości położona jest stacja kolejowa Czachówek Południowy. W 2008 r. został otwarty gminny ośrodek kształcenia na odległość. Obecnie Gabryelin jest drugą co do wielkości po wsi Ustanów miejscowością w gminie Prażmów.